# Trepanação

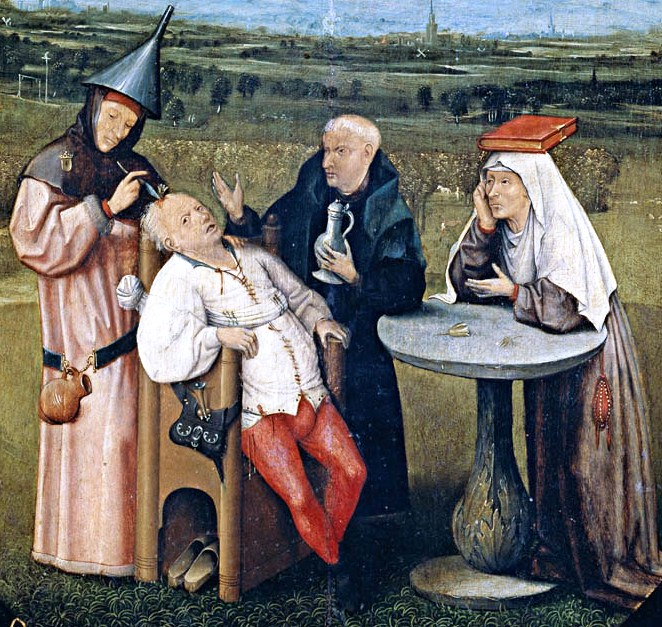
A Extração da Pedra da Loucura, de Bosch mostra uma trepanação (c.1488–1516).

A trepanação do crânio é um tipo de cirurgia na qual são feitos furos no crânio, usando-se um trépano(do grego τρύπανον, transl. trúpanon: verruma, broca )  para descobrir a dura-máter, a fim de tratar estenose ou hipertensão intracraniana.
Em tempos antigos, essa técnica era aplicada a pessoas cujo comportamento era considerado anormal, com o objetivo de remover o que se acreditava serem espíritos malignos.  Acreditava-se que, com a trepanação, esses espíritos sairiam do corpo, mesmo que, muitas vezes, causando a morte do paciente. Já foram encontrados vestígios de trepanação em restos humanos do período Neolítico (10 000 a.C.). Pinturas rupestres sugerem que havia uma crença comum que os orifícios pudessem curar convulsões epiléticas, enxaquecas e distúrbios mentais, além de ser um procedimento cirúrgico de emergência para tratar lesões no crânio. Tradicionalmente, os ossos perfurados eram usados como amuletos para afastar maus espíritos.

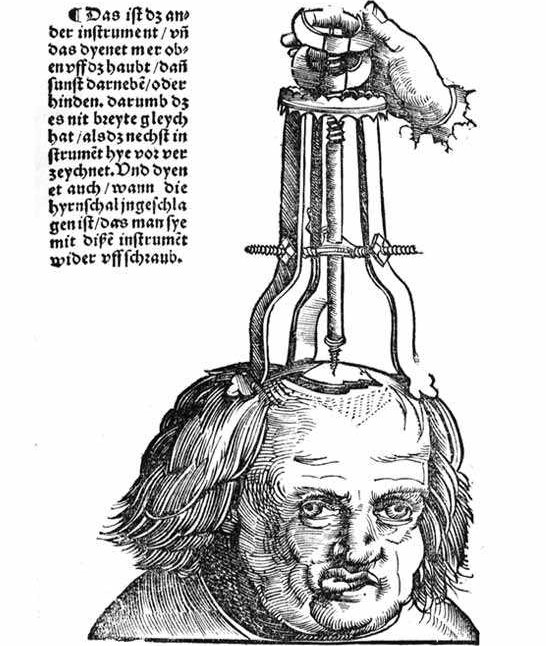
Desenho de uma trepanação (1517)

Na medicina moderna, a trepanação consiste na abertura de um ou mais furos no crânio, com o uso de um trépano ou  broca neurocirúrgica. No caso de um único furo, a trepanação visa criar uma abertura por onde se possa drenar um hematoma intracraniano ou  inserir um catéter cerebral.[carece de fontes?]
Em uma craniotomia, várias trepanações são feitas para criar os vértices de um polígono ósseo que será retirado do crânio. Com o auxílio de uma serra neurocirúrgica, uma linha ligando cada vértice é serrada e o polígono (flap) ósseo do crânio é retirado, liberando o neurocirurgião para abordar a massa encefálica.[carece de fontes?]

## Na Antiguidade
Historicamente, a trepanação é frequentemente considerada como o procedimento cirúrgico mais antigo. Pode-se dizer também que praticamente todas as culturas humanas, em praticamente todas as áreas geográficas e em praticamente todos os períodos, realizaram algum tipo de abertura do crânio, utilizando diferentes metodologias e com objetivos muito diferentes - conhecidos ou desconhecidos. Aberturas ou trepanações cranianas foram realizadas no Neolítico europeu e no período pré-colombiano americano, assim como em culturas tribais contemporâneas da Oceania e África, sem que muitas vezes se conheçam claramente seus motivos.
A maioria dos estudiosos acredita que fossem realizadas: 

(i) como parte de rituais religiosos, mágicos ou de iniciação; 
 (ii) com finalidade terapêutica, isto é, para tratar dores de cabeça e desordens de origem psicológica ou neurológica;
 (iii) com finalidade cirúrgica, isto é, para tratar ferimentos e fraturas.
Há perfurações cranianas que não são trepanações, tais como as práticas que visam preparar o corpo para o enterro e orifícios decorrentes de processos tafonômicos ou da manipulação descuidada durante a exumação. Aberturas no crânio também podem indicar a ocorrência de práticas como o canibalismo e antropofagia, a empalação, o fabrico de adornos, amuletos e objetos rituais.
No Museu Geológico de  Lisboa, encontram-se expostos  crânios datados de aproximadamente 8 mil anos, com sinais de trepanação e um pequeno sol desenhado em torno do orifício, sugerindo uma prática ritual.
Também há relatos de cirurgias desse tipo no Egito e na Mesopotâmia, nas quais o paciente era dopado com uma bebida alcoólica e depois tinha seu crânio aberto por um instrumento pontiagudo.[carece de fontes?]
Tal como a sangria, a trepanação era um procedimento médico muito frequente e tinha o objetivo de eliminar os maus espíritos e demônios do paciente - sem significado terapêutico. A sobrevivência ao procedimento, antes da Idade Média, era de aproximadamente 70% mas caiu praticamente a zero entre os séculos XIV e XVIII, devido ao pouco cuidado dos realizadores de tal prática, que acabavam perfurando as meninges do paciente, causando uma hemorragia incontrolável.[carece de fontes?]

### Paleopatologia
Eram usadas quatro técnicas para remover partes dos ossos cranianos: i) raspagem; ii) entalhe; iii) perfuração e corte; iv) incisões retangulares. Os instrumentos mais antigos eram feitos de pedra lascada, sílex, obsidiana e osso.
Desconhece-se o uso de anestésicos mas os acadêmicos têm especulado sobre o uso do álcool e narcóticos  para aliviar a dor. Contudo, em pacientes contemporâneos da África Oriental, a trepanação é realizada sem recurso a anestesia, e um sobrevivente na Bolívia admitiu que apesar da incisão do tecido mole ser dolorosa, assim que o pericranium é retirado a dor atenua. [carece de fontes?]
Muito provavelmente a trepanação era realizada sem qualquer assepsia, o que resultava em alto índice de infecção e, consequentemente, alta mortalidade. Entretanto, estudos mostram que cerca de 60% a 70% das pessoas submetidas à trepanação sobreviviam ao procedimento, indicando a presença de cuidados durante e após a sua realização. Uma análise de crânios trepanados encontrados em onze sítios na região de Cuzco, no Peru, concluiu que a realização de trepanações com sucesso desenvolveu-se ao longo do tempo, com uma alta taxa de sobrevivência e baixa taxa de infecção pós-operatória.
O diplomata e arqueólogo americano Ephraim George Squier (1821-1888) foi o primeiro cientista moderno a defender a hipótese de que culturas antigas teriam realizado perfurações cranianas ante mortem com sobrevivência dos pacientes. O primeiro contacto de Squier com um crânio trepanado deu-se na região de Cuzco, na década de 1860. O crânio datado de 1400-1530 AD apresentava uma trepanação no frontal e sinais de sobrevivência. Essa hipótese foi  rejeitada pela Academia de Medicina de Nova Iorque. Mas, não dissuadido da ideia de que comunidades antigas praticassem trepanações de forma bem sucedida, Squier enviou o crânio a Paul Broca (1824-1880), então considerado autoridade mundial em questões do cérebro e das suas patologias. Broca concluiu que a hipótese de Squier estava correta, o que desencadeou análises extensas de outros crânios da Antiguidade que apresentavam perfurações e acabou por gerar um profundo interesse  da comunidade científica sobre o tema e que permanece até os dias atuais.